# Église Saint-Félix de Cadéac
L'église Saint-Félix de Cadéac (ou  Saint-Félix de Girone) est une église catholique du XVIe siècle du XIXe siècle située à Cadéac, dans le département français des Hautes-Pyrénées en France.

## Localisation
L'église Saint-Félix de Cadéac, est située au centre du village, au pied de la colline qui supporte la tour de guet.

## Historique
L'édifice est composé d'un chœur et d'une nef bâtie au cours du XVIe siècle.

La nef a été agrandie par la construction de deux chapelles latérales à proximité du chœur : la chapelle Saint-Eutrope au nord construite en 1701 et la chapelle du Rosaire au sud bâtie en 1716.

Puis entre 1863 et 1865 sous la direction de l'architecte tarbais J.J. Latour l'édifice a été modifié : des fenêtres sont ouvertes dans le chœur, deux autres chapelles sont bâties au nord et au sud et le clocher-tour est pourvu d'une tourelle d'escalier.

## Architecture
La nef est dotée de voûtes d'ogives à liernes et tiercerons et est prolongée d'un chœur polygonal.

Le portail nord est orné d'un tympan à chrisme (monogramme du Christ) du XIIe siècle semblable à celui de la chapelle Saint-Exupère d'Arreau. Il est encadré d'une archivolte qui repose sur des chapiteaux à entrelacs.

Le clocher-porche carré avec étroites baies à colonne est daté de 1586.

## Galerie de photos

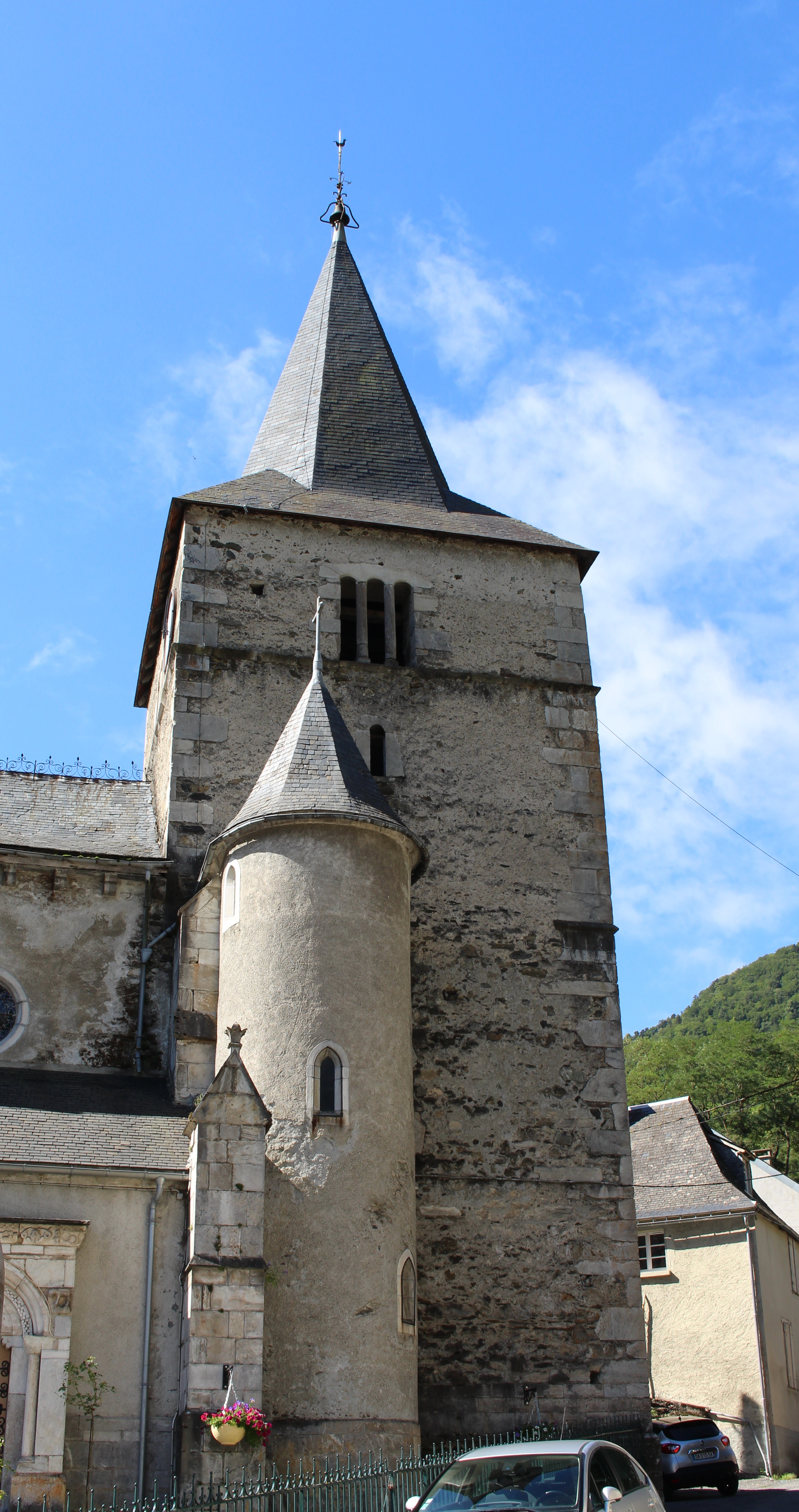
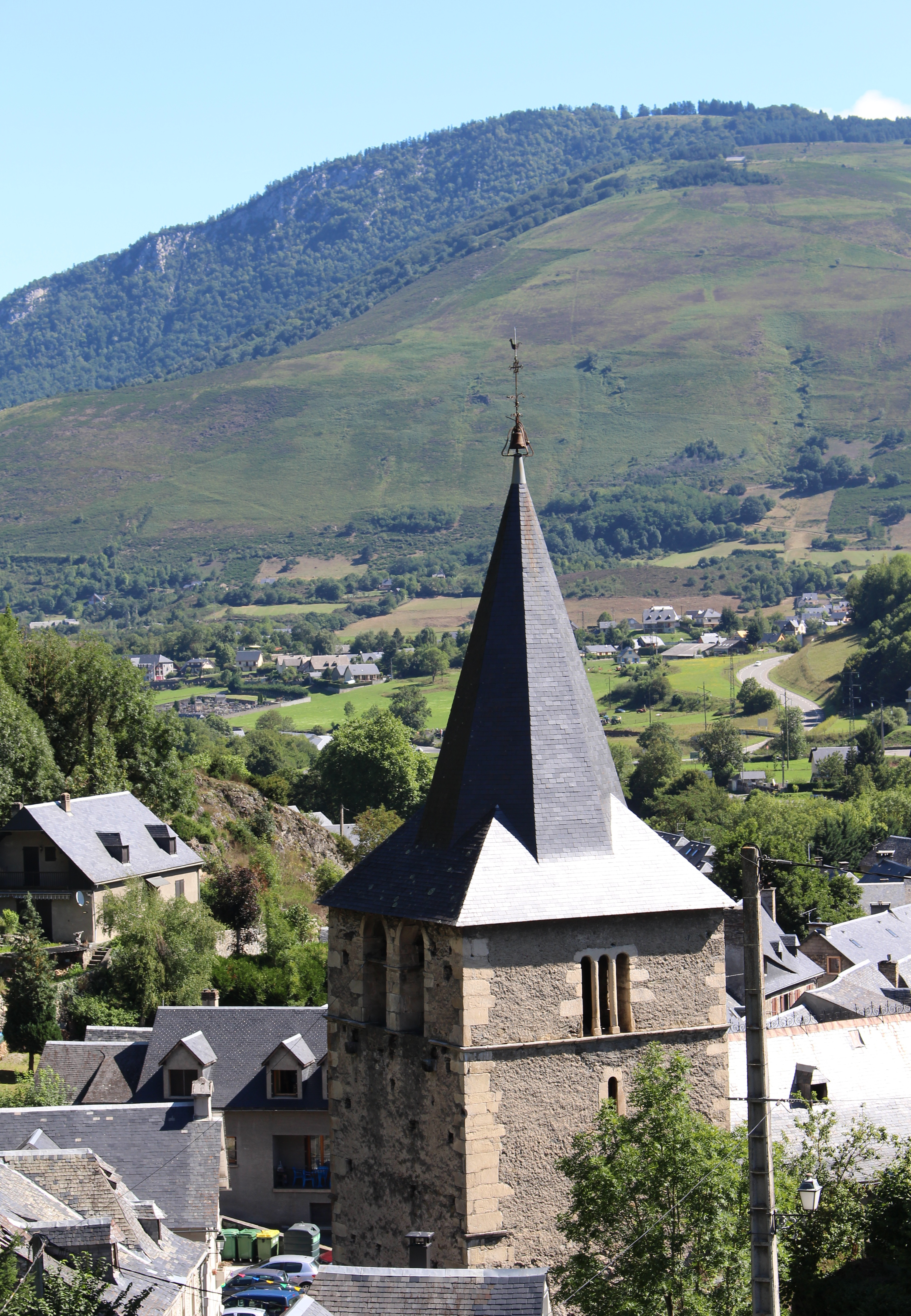
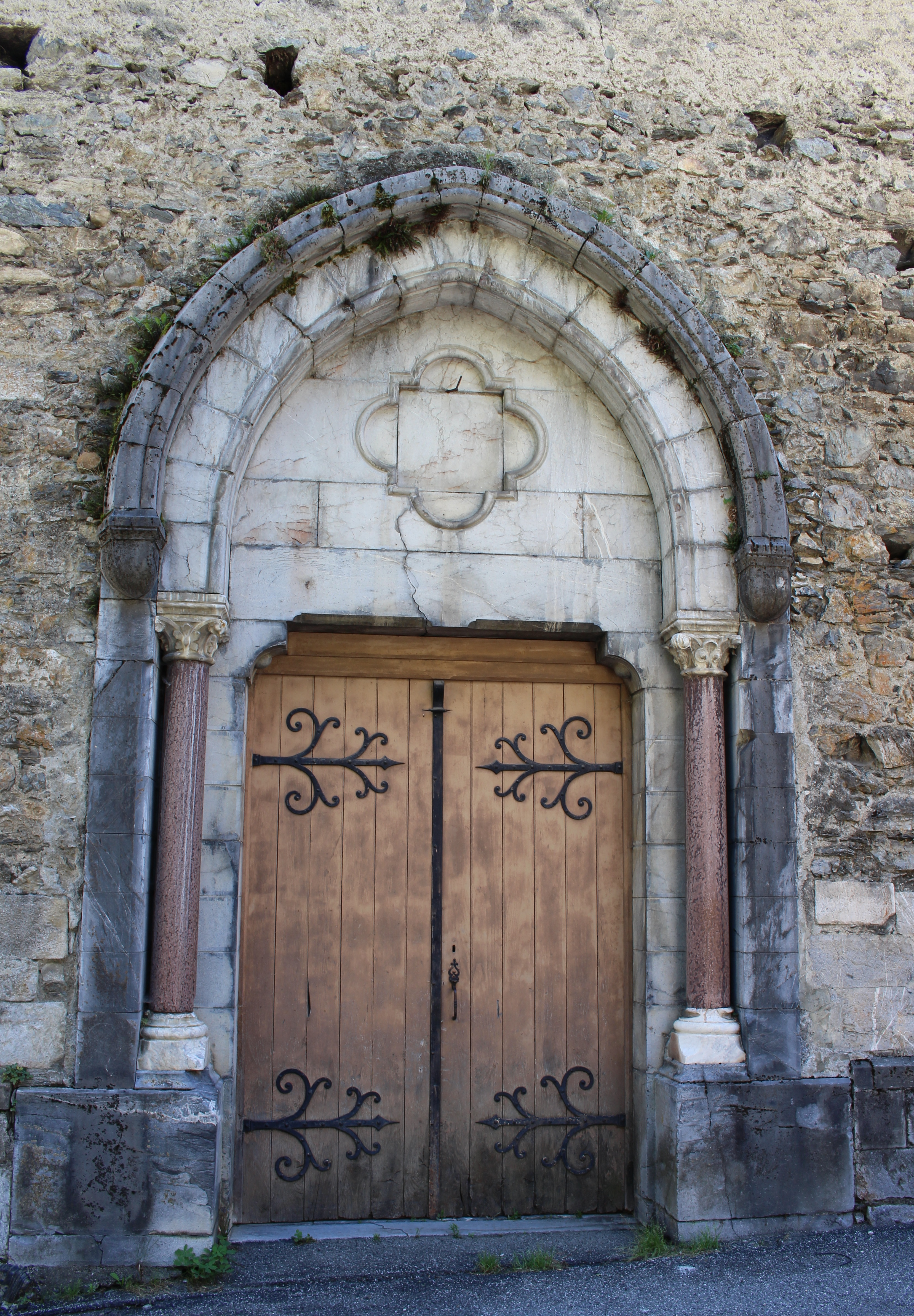
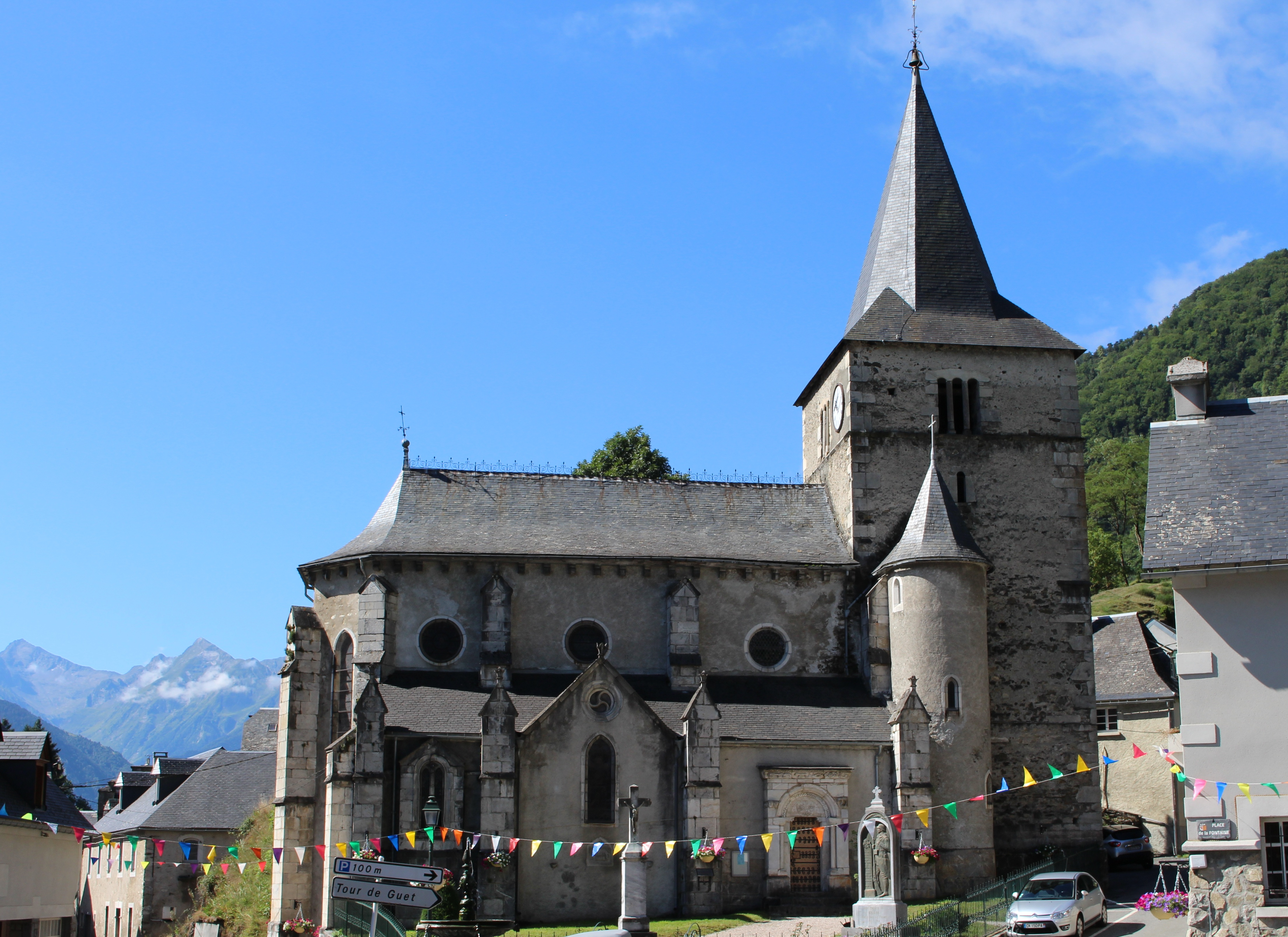
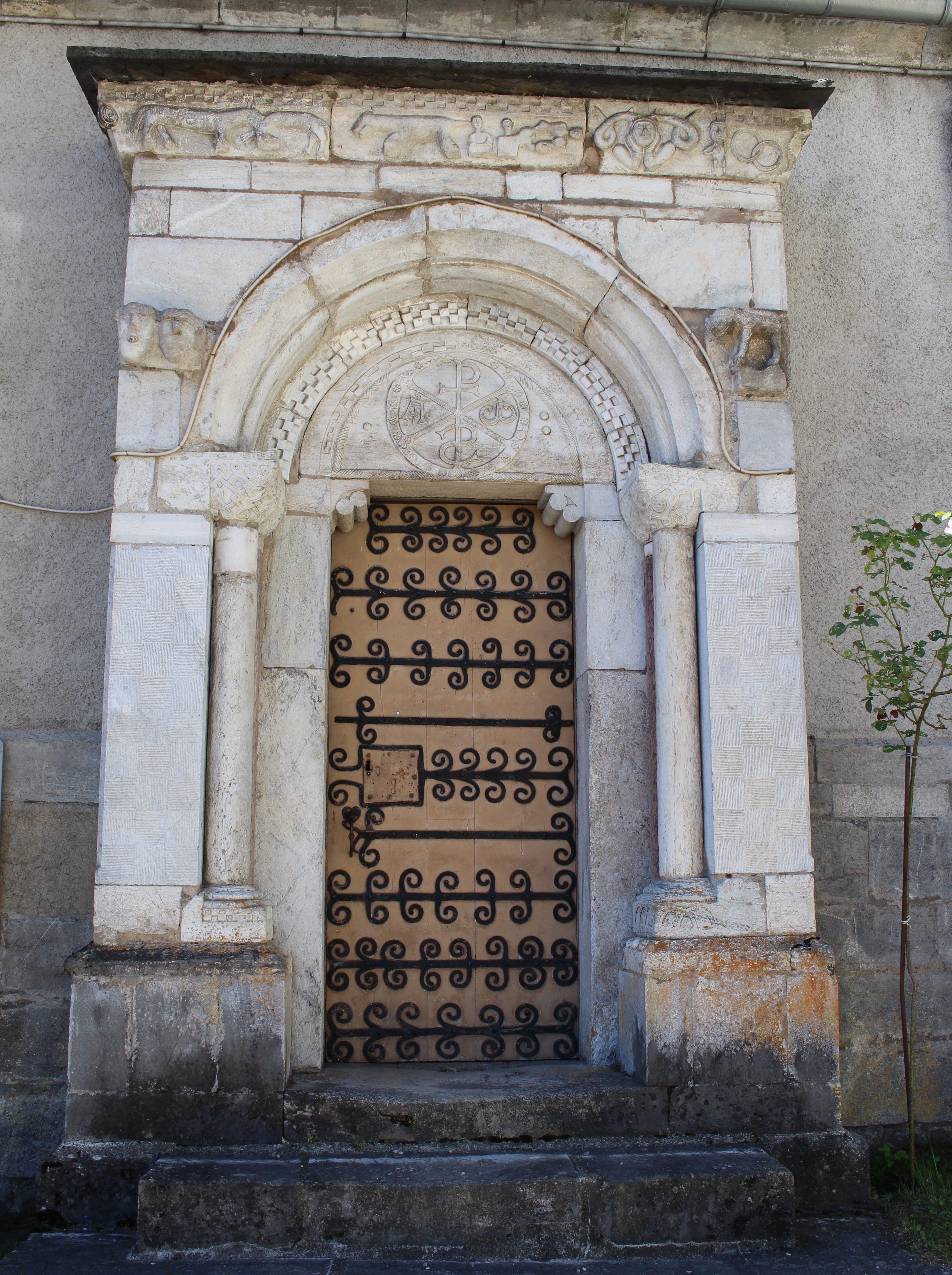